# Dzięciur złotoczelny
Dzięciur złotoczelny (Melanerpes aurifrons) – gatunek średniej wielkości ptaka z rodziny dzięciołowatych (Picidae). Występuje na terenach Ameryki Północnej – od południowo-środkowych Stanów Zjednoczonych po Nikaraguę.

## Podgatunki i zasięg występowania
Autorzy Handbook of the Birds of the World wyróżniają następujące podgatunki:
- M. a. aurifrons (Wagler, 1829) – dzięciur złotoczelny – południowo-środkowe USA (stany Oklahoma i Teksas) do środkowego Meksyku
- M. a. polygrammus (Cabanis, 1862) – stan Oaxaca do Chiapas (południowo-zachodni Meksyk)
- M. a. grateloupensis (Lesson, 1839) – południowy stan Tamaulipas do Puebla i środkowego Veracruz (wschodni Meksyk)
- M. a. veraecrucis Nelson, 1900 – południowe Veracruz (wschodni Meksyk) do północnej Gwatemali
- M. a. dubius (S. Cabot, 1844) – półwysep Jukatan (południowo-wschodni Meksyk) do Belize i północno-wschodniej Gwatemali
- M. a. leei (Ridgway, 1885) – wyspa Cozumel (u wybrzeży wschodniego Meksyku)
- M. a. santacruzi (Bonaparte, 1838) – dzięciur złotobrzuchy – południowy stan Chiapas (południowy Meksyk) do północnej Nikaragui
- M. a. hughlandi Dickerman, 1987 – środkowa Gwatemala
- M. a. pauper (Ridgway, 1888) – północny Honduras
- M. a. turneffensis (Russell, 1963) – wyspy Turneffe (u wybrzeży Belize)
- M. a. insulanus (J. Bond, 1936) – wyspa Utila (u karaibskich wybrzeży Hondurasu)
- M. a. canescens (Salvin, 1889) – wyspy Roatán i Barburat (u karaibskich wybrzeży Hondurasu)

Międzynarodowy Komitet Ornitologiczny (IOC) do Melanerpes aurifrons zalicza tylko podgatunek nominatywny, pozostałe podgatunki wydziela do osobnego gatunku o nazwie dzięciur złotobrzuchy (Melanerpes santacruzi).

## Morfologia
WyglądŚredniej wielkości dzięcioł. Długi, czarny dziób, przód głowy żółty. Samca cechuje czerwona czapeczka. Wierzch ciała w drobne, czarno-białe paseczki. Zewnętrzne sterówki ogona także czarno-biało paskowane. Spód ciała i nogi szare.
Wymiary
- długość ciała: 22–26 cm
- rozpiętość skrzydeł: 43 cm
- masa ciała: 65–102 g

## Ekologia
BiotopŚwietliste lasy.
PożywienieOwady, owoce, nasiona, okazjonalnie ptasie jaja i jaszczurki.
LęgiNajprawdopodobniej dwa lęgi w sezonie. Gniazdo znajduje się w dziupli w konarze lub pniu żywego bądź martwego drzewa. Samica składa 4–7 białych jaj, inkubacja trwa 12–14 dni. Pisklęta klują się nagie i ślepe. Opuszczają gniazdo po 30–32 dniach od wyklucia.

## Status
Międzynarodowa Unia Ochrony Przyrody (IUCN) uznaje dzięciura złotoczelnego za gatunek najmniejszej troski (LC – Least Concern) nieprzerwanie od 1988 roku. W 2017 roku organizacja Partners in Flight szacowała liczebność światowej populacji lęgowej na około 3 miliony osobników.